# Hajós–Bajai borvidék
A Hajós–Bajai borvidék a Duna-Tisza között található a Duna bal partján, délről Szerbia által határolva. A központ Baja, távolsága Szekszárdtól 20 km, Pécstől 60 km, Kalocsától 40 km, Kecskeméttől és Szegedtől 100 km, Budapesttől 160 km. Természetes tájai a Duna menti síkság déli része, a Bácskai homokhát, valamint a Bácskai lösztábla északi része. A Duna borrégióhoz tartozó, 17 településből álló Hajós–Bajai borvidék szubmediterrán éghajlatának, löszös, humuszos-homok talajadottságainak köszönhetően számos kiváló minőségű, hungarikumnak számító borfajta hazája. A Kincses Bácskaként emlegetett soknemzetiségű tájegység fehérborokban és vörösborokban egyaránt gazdag.

## A borvidék földrajzi adottságai
A mai Hajós–Bajai borvidék 2066 hektáros területe az Alföldi borvidék egy részéből vált ki, amely 1998-ban a Hajós–Bajai borvidék elnevezést kapta. Ez a termőtáj mindig is különbözött az általános alföldi termőtájtól, hiszen az itteni szőlők nem homokon termettek, hanem elsősorban lepelhomokkal fedett agyagtalajon, de helyenként lösztalajon. A homokréteg vastagsága a talaj termékenysége szempontjából meghatározó. A vékony rétegű lepelhomokkal fedett talaj a legkedvezőbb a mezőgazdasági növények számára. A térség szőlőtermesztését a talajtípuson kívül a klimatikus tényezők is jelentősen befolyásolják. A klimatikus tényezők közül melyek hatással vannak a szőlőre: a napsütés időtartama, a levegő hőmérséklete, valamint a lehullott csapadék mennyisége. A szőlőültetvények nagysága 1681 ha, mely a következő településekhez tartozik: Baja, Bácsszentgyörgy, Bátmonostor, Borota, Császártöltés, Csátalja, Csávoly, Dávod, Dusnok, Érsekcsanád, Érsekhalma, Hajós, Nagybaracska, Nemesnádudvar, Rém, Sükösd, Vaskút.
Országos viszonylatban elmondható, hogy mind a napfénytartam, mind a napsugárzás havi és évi összege a Hajós–Bajai borvidék területén a legmagasabb. Az évi nappali megvilágítás időtartama 4406,43 óra, a tényleges napsütéses időszak viszont egész évben 2076 óra. Az észlelt és lehetséges napfénytartam közötti arány alapján a tenyészidőszakban a nappali megvilágítás 55,6% alatt van. Magyarország szőlőtermő tájain a napfénytartam évi összege sokéves átlagban 1800-2070 óra. Ebből látszik, hogy e borvidék leggazdagabb napfényben. A szőlőnövény fényigényét figyelembe véve megállapítható, hogy a térség a fehérbor-szőlőfajtákon kívül, kiválóan alkalmas a vörösbort adó szőlőfajták termesztésére is.
A másik fontos tényező a hőmérséklet. A borvidéken az évi középhőmérséklet sokéves átlagban 10, 5 Celsius-fok, vegetációs idő alatt viszont 16, 2 Celsius-fok. Az ebből számított teljes hőösszeg 3477, 7 Celsius-fok, a hatásos hősszeg pedig 1337,7 Celsius-fok. A szőlőtermesztéshez szükséges minimális teljes hőösszeg 2500 Celsius-fok, a minimális hatásos hőösszeg viszont 850 Celsius-fok, az évi középhőmérséklet pedig 9-21 Celsius-fok között kell, hogy legyen. Magyarországon az évi középhőmérséklet 10 Celsius-fok körül van. A harmadik tényező a lehullott csapadék mennyisége. A borvidéken évente sok éves átlagban 599 mm, a vegetációs időben viszont 396 mm csapadék hull a szőlőre. Legcsapadékosabb hónap a május 66 mm-rel, ami 15,1 nap alatt esik, és a június 65 mm-rel. E két hónapban hullik le az évi csapadék 21,7%-a. Figyelembe véve az évi csapadék mennyiségét mondható, hogy a szőlőnövény e térségben eredményesen termeszthető, mert a szőlőnövény közepes vízigényű, és átlagban 500–600 mm csapadékot igényel. Ezek a feltételek itt biztosítva vannak.
A termőtáj és az éghajlat mellett még kedvező hatással van a szőlőnövényre a tengerszint feletti magasság is. A Hajós–Bajai borvidék átlagban 30–40 m–rel magasabban fekszik mint a környező vidékek, de például a Kék-hegy, ami Baja mellett található, 161 m magas. Ez megmutatkozik a tavaszi fagyoknál, amikor a nem messze lévő Kiskunsági szőlőültetvény lefagy, a Baja és Hajós környéki szőlők viszont épek, egészségesek maradnak.
Ezek összegében a Hajós–Bajai borvidék méltán híres a bársonyos, lágy, tüzes vörösboráról és fehérboráról.

## Szőlőfajták
Fajtaszerkezetben a hagyományos alföldi fajták mellett már a számottevő  chardonnay, a rajnai rizling, a cserszegi fűszeres illetve a kékfrankos, a zweigelt, a kékoportó, a cabernet sauvignon és kadarka terület is. A hajósi vörösborok gyakran még a legjobb hegyvidéki vörösborokkal is felveszik a versenyt.

## Jégbor, ürmösbor
Elsőként a hetvenes években készítettek itt Magyarországon jégbort, kihasználva a térség adottságait. Ekkor az orosz piac még nem értékelte ezt az exkluzív borfajtát. A jégbort a Sümegi és Fiai Pincészet élesztette újjá az 1990-es évek közepén, majd a Koch borászat is elkészítette első jégborát.
A nagy termőterületek, a sok napsütés, az általában hosszú, napos, száraz ősz és a fagyos decemberek lehetőséget adnak a nagy mennyiségű jégbor előállítására itt, amelynek alapanyaga a Rajnai Rizling. 2009-ben a Mundusvini nemzetközi borversenyen 9 magyar bor kapott érmet (több mint 5000 nevező közül), amelyek egyik ezüst éremmel díjazott bora a Sümegi és Fiai Pincészet "Ambrózia" jégbora volt. A Koch borászat jégbora 2011-ben az EU elnökség során bekerült a külföldi delegációk részére felkínált desszertborok közé. A borvidéken jégbort készít még Varga Mihály pincészete, illetve egyéb pincészetek is kísérleteznek nagyobb mennyiség megtermelésével.
Az ürmös- és fűszerezett borokat a likőrborokhoz vagy a vermutokhoz soroljuk. A vermutok készítéséhez felhasznált legfontosabb fűszernövény az ürömfű. Kerülhet még a fűszerkeverékbe benedekfű, mustármag, angelikalevél, rebarbara, narancs-, citromhéj, majoránna, borsmenta, fodormenta, vanília, kamilla, fahéj, gyömbér, ánizs és más fűszerek. A fűszerkivonat elkészítése után összeállítják a kész italt. A felhasznált jó minőségű alapbor cukor- és alkoholtartalmát a sűrített musttal vagy cukorsziruppal, illetve borpárlattal állítják be. Ezt követően legalább 6 hónapig érlelik, majd palackozzák. Édes ürmösbort jelenleg csak a Hajós–Bajai borvidéken állítanak elő. Badacsonyban készítenek félszáraz ürmösbort még, de a keserű ízekhez az édes párosítás jobban illik, mint a savasabb, szárazabb borok.
Az ürmösbor készítésének másik alaptípusát hazánkban az úgynevezett rácürmös képviselte, ennek receptjét elevenítette fel a Sümegi és Fiai Pincészet. Ennél az eljárásnál egy megfelelő nagyságú hordót félig raktak szép érett kadarkafürtökkel, majd az egészet felöntötték friss, édes musttal. Az így elkészített szőlőágyon vagy ürmöságyon néhány hét alatt kiforrt a vörös színű illatos, zamatos ürmösbor. Ünnepi asztalra szánt csemege volt ez, de gyógyszerként is számon tartották és széles körben alkalmazták, nemcsak étvágygerjesztőnek és gyomorerősítőnek, hanem a legkülönfélébb betegségek gyógyítására is. Édességhez, étkezés után adható a sötét vagy fehér csemegebor (jégbor, aszú) és utána a vörös ürmös, mint szalon ital.

## A borvidék története

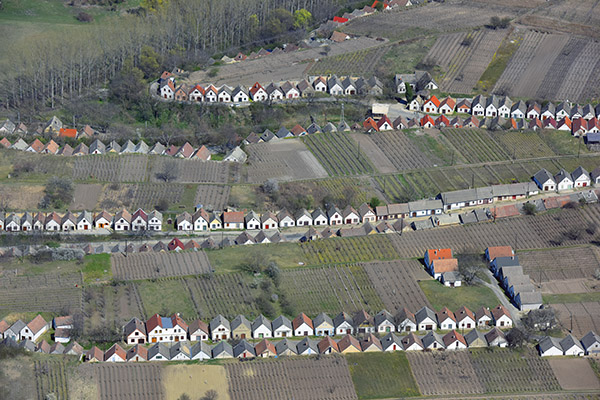
Hajós, pincefalu a magasból

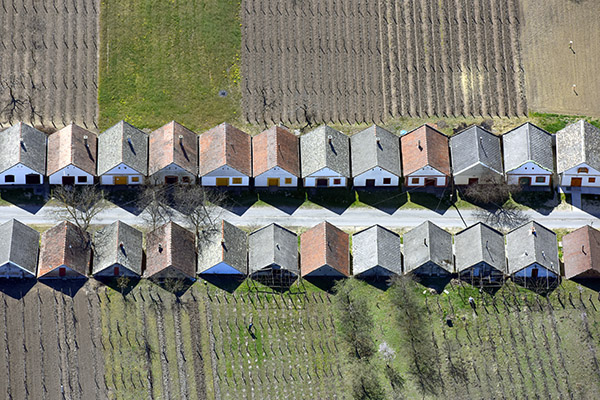
A hajósi pincefalu madártávlatból

1990-ben az Alföldi borvidék egy részéből jött létre a Hajós-Vaskúti borvidék. Mivel a vaskúti szőlőtermelés az 1990-es évek közepére jelentősen visszaesett. Napjainkban már alig van kiterjedt szőlőültetvénye, ezért a Hegyközségi Tanács 1996-ban kéréssel fordult a földművelésügyi miniszterhez, hogy változtassa meg a borvidék nevét, mely a jóváhagyást követően 1997-től már Hajós–Bajai borvidék néven szerepel. Ezzel tulajdonképpen kettős célt akartak elérni. Egyrészt a terület ismertségét is akarták erősíteni, mivel Baja város, mint a környék kulturális, kereskedelmi és oktatási központja, mindenki által ismert. Másrészt jelentős ültetvények vannak Baján, a bajai borok pedig mindig híresek voltak. Ezzel a törekvéssel Baját, mint várost is szeretnék olyan rangra emelni, amelyet méltán megérdemel.

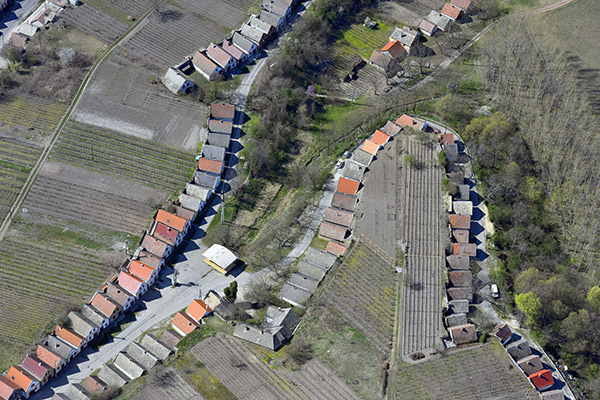
Pincefalu légi fotón (Hajós)

Az 1800 ha termőszőlőt a borvidékhez tartozó 12 településen évszázadok óta termesztik. Az elmúlt században itt termelték az ország legfűszeresebb hazai borait. Jelentős volt emellett az olaszrizling, a kövidinka, a sárfehér szőlőkből készített borok.
A borvidék öt településén élő német ajkú lakosság magával hozta a szőlőművelés és borkészítés szeretetén túl az őshazában termesztett fajtákat is, így került e vidékre a kékfrankos és a rajnai rizling. A Hajós–Bajai borvidék szőlészeti és borászati színvonala kiemelkedő volt minden időben.
A borvidék talaj és éghajlat adottságai és a tengerszint feletti magassága alapján inkább a Szekszárdi borvidékhez hasonlít, mint az Alföldön lévő szőlőterületekhez, hiszen e területek a Tolnai-dombság lefutásának részei, amit csak a Duna szel ketté. Hasonlít a Spanyolországban lévő Duero folyó által kettészelt borvidékre.